# (220) Стефания
(220) Стефания (нидерл. Stephania) — довольно небольшой астероид главного пояса, принадлежащий к редкому спектральному классу P. Входящие в него в объекты имеют тёмную поверхность, богатую углеродными соединениями и безводными силикатами. Он был открыт 19 мая 1881 года австрийским астрономом Иоганном Пализой в обсерватории города Вена и назван в честь наследной принцессы Стефании, жены престолонаследника кронпринца Австрии Рудольфа. Супруги (Стефания и Рудольф) поженились как раз в год открытия астероида. Это был первый случай, когда название астероида было приурочено к свадьбе, тем самым послужив чем-то в роде свадебного подарка для молодожёнов.

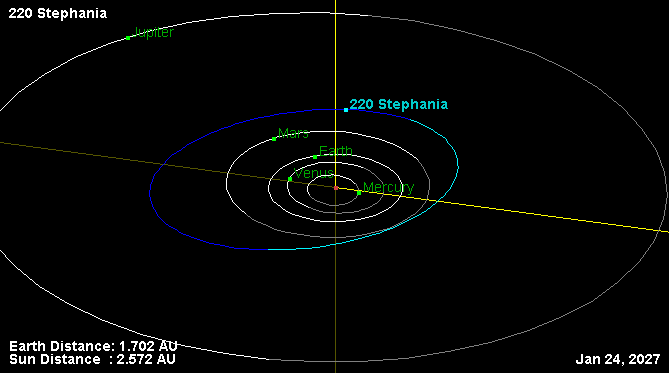
Орбита астероида Стефания и его положение в Солнечной системе